# Agnieszka Grzelak
Agnieszka Grzelak (ur. 1967) – polska pisarka, tworząca bajki dla dzieci, książki o tematyce fantastycznej, a także literaturę kobiecą (powieść Matecznik, w formie dziennika matki wielodzietnej). Amatorsko zajmuje się sztuką użytkową i malarstwem.

## Życiorys
Jest absolwentką Akademii Medycznej w Warszawie. Po studiach pracowała w Instytucie Matki i Dziecka w Warszawie, w poradni dla kobiet karmiących piersią. Gdy została matką, zajęła się domem, a amatorsko pisarstwem oraz sztukami plastycznymi (malarstwo, zdobnictwo, haft, patchwork itp.). Wraz z mężem, Szymonem Grzelakiem (psychologiem, autorem m.in. programu profilaktycznego Archipelag Skarbów oraz książki Dziki ojciec, Wydawnictwo „W drodze”, 2009), współprowadziła warsztaty dla młodzieży oraz dla rodziców i nauczycieli. Swoje prace plastyczne prezentowała na kilku wystawach. Ma cztery córki, mieszka pod Warszawą.

## Ważniejsze utwory
Bajki:
- „Bajki dla moich córeczek” (Aleph, 1997)
- „Magiczne kryształy” (Fundacja Homo Homini, 2003)
- „Cukierki” (Fundacja Homo Homini, 2000)

Książki o tematyce fantastycznej:
- „Blizny po ważce” (eLib.pl, Warszawa 2017)
- „Herbata szczęścia” (Prószyński i S-ka, Warszawa, 2008; W drodze. Poznań 2014)
- „Córka Szklarki” (Prószyński i S-ka, Warszawa, 2008; W drodze, Poznań 2014)
- „Ścieżki Avenidów” (Prószyński i S-ka, Warszawa, 2010; W drodze, Poznań 2015)
- „Tajemnice Skyle” (Prószyński i S-ka, Warszawa, 2011; W drodze, Poznań 2015)
- „Szkoła LaOry” (Prószyński i S-ka, Warszawa, 2012; W drodze, Poznań 2015)

Powieści:
- „Matecznik” (W drodze, Poznań, 2011)
- „Mój francuski patchwork” (W drodze, Poznań 2012)
- „Gobelin z zamkiem w tle” (W drodze, Poznań 2013)